# Conan l'Aventurier (recueil)
Pour la série télévisée d'animation, voir Conan l'Aventurier.
Conan l'Aventurier (titre original : Conan the Adventurer) est un recueil de nouvelles, signé par Robert E. Howard, narrant les aventures du personnage de Conan le Barbare. Il s'agit du cinquième tome de la vaste anthologie dirigée par Lyon Sprague de Camp et Lin Carter au milieu des années 1960. Il fait directement suite au volume intitulé Conan le Vagabond, bien que les nouvelles n'aient que des liens très ténus entre elles. Dans ce tome, seul un des textes (Les Tambours de Tombalku) a été lourdement remanié par de Camp. Les trois autres nouvelles y sont présentes telles que publiées dans le magazine Weird Tales en leur temps.

## Éditions françaises
- Aux éditions J.-C. Lattès, en avril 1980[1].
- Aux éditions J'ai lu, en juin 1986  (ISBN 978-2277220367).

## Nouvelles
(Présentées dans l'ordre retenu dans l'édition originale)
1. Le peuple du Cercle Noir - Howard (The People of the Black Circle)
2. L'ombre de Xuthal - Howard (The Slithering Shadow)
3. Les tambours de Tombalku - Howard & de Camp (Drums of Tumbalku)[2]
4. Le bassin de l'île aux Géants - Howard (The Pool of the Black One)